# اسو
اسو (انگلیسی: Esso) یک نام تجاری برای اکسان‌موبیل و شرکت‌های وابسته به آن است. نام این شرکت مخفف نام نفت استاندارد شرقی ایالات‌متحده آمریکا است که پس از فروپاشی استاندارد اویل نیوجرسی در سال ۱۹۳۲ به عنوان یکی از شرکت‌های استاندارد اویل به ثبت رسید.
در سال ۱۹۷۲، پس از خرید شرکت هامبل اویل این شرکت به‌طور گسترده‌ای در آمریکا با برند اکسان‌موبیل جایگزین شد، با وجودی که برند اسو به‌طور گسترده در نقاط دیگر دنیا مورد استفاده قرار گرفت.
در بسیاری از جاهای دنیا، برند esso و برند Mobil نام تجاری اصلی هستند، که نام برند Exxon هنوز تنها در ایالات‌متحده در کنار Mobil استفاده می‌شود.